# Pallacanestro Treviso
La Pallacanestro Treviso, nota come Benetton Treviso fino all'anno 2012 per ragioni di sponsorizzazione, è una società sportiva dilettantistica di pallacanestro con sede nella città di Treviso. Pur essendo stata tra le squadre più titolate d'Italia, nel 2012 ha rinunciato al massimo campionato per concentrarsi esclusivamente sul settore giovanile, salvo nel 2015 in cui ha disputato il campionato di Serie C Silver.

## Storia

### Inizi
Nel 1954 nasce, sotto l'egida del CSI, la Duomofolgore, presieduta dal professor Menenio Bortoluzzi, che in pochi anni porta la squadra dalla Promozione fino alla serie A nella stagione 1961-62. Nella prima apparizione sul massimo palcoscenico nazionale, la società trevigiana subisce numerose sconfitte, alcune delle quali umilianti, e pertanto viene retrocessa l'anno stesso. Già nel 1963-64, i problemi finanziari della società costringono il presidente Bortoluzzi a gettare la spugna.
Dopo un periodo di difficoltà ed alcune retrocessioni, negli anni sessanta assume il nome di Associazione Pallacanestro Treviso e la responsabilità societaria passa a Luciano Bortoletto. Dal 1971 viene sponsorizzata dalla Faram. In questo periodo la presidenza viene assunta dall'avvocato Ugo Grelli. La squadra trevigiana fa un salto clamoroso, poiché conquista dapprima la Serie C ed in seguito, grazie alla fusione di due altre società nel 1976, anche la serie B. Allenatore della Faram Treviso, a metà anni '70 è Gianni Furlan. Nel 1978 fu ingaggiato il primo allenatore professionista, Mario De Sisti, e si cambia anche la sponsorizzazione, alla Faram subentra la Liberti di Aldo Bordignon, il quale diventa presidente. Nel 1979, dopo aver battuto nello spareggio-promozione la Pallacanestro Livorno, ottiene la promozione in serie A/2.

### Anni Ottanta: ingresso in società della famiglia Benetton
Nel 1979-80 la Pallacanestro Treviso, sponsorizzata Liberti, disputa il campionato di serie A2. I primi stranieri ingaggiati, in assoluto, dalla storia della Pallacanestro Treviso, in questa occasione, sono gli statunitensi Tom Scheffler e Dave Sorenson. Coach è ancora Mario De Sisti. La matricola trevigiana, alla fine della stagione, termina al sesto posto.
Nella stagione 1980-81 la Liberti, sempre allenata da De Sisti, arriva terza, con un buon ruolino di marcia di ventuno partite vinte e undici perse, e conquista la promozione in serie A/1.
Nel 1981-82 con il campionato di A/1, subentra come sponsor la Benetton ma non disponendo di un palazzetto adeguato alla massima serie, la squadra trevigiana si vede costretta ad emigrare a Padova. A rafforzare la formazione, vengono presi Larry Boston, Alberto Marietta e Davide Croce. Inoltre arriva da Trieste Nestore Crespi, il primo General Manager professionista della Pallacanestro Treviso. Coach della squadra trevigiana è Piero Pasini, il quale non riesce ad evitare la retrocessione. Nel frattempo inizia la costruzione del nuovo palazzetto dello sport, nelle vicinanze di Treviso.
Nella Benetton della stagione 1982-83, ancora in esilio a Padova, siede in panchina Gianfranco Lombardi. Stranieri di quest'annata sono Dale Solomon e Larry Demic, fortemente voluto da Lombardi, ma tagliato quasi subito per scarso rendimento, al suo posto arriva Art Housey. Arriva al decimo posto in serie A/2 e, perciò, riesce a salvarsi dalla seconda retrocessione di fila. Alla fine della stagione Aldo Bordignon passa la mano direttamente alla famiglia Benetton, che diviene proprietaria. La presidenza viene assunta da Gianni Furlan.
Nel 1983 vede alla luce il gioiello del PalaVerde, realizzato con contributo della famiglia Benetton. Con la stagione 1983-84 la Benetton, allenata da Mauro Di Vincenzo, vengono presi sul mercato Vittorio Ferracini, proveniente dall'Olimpia Milano, il quale diventa subito capitano, l'italoamericano Phil Melillo e il croato Željko Jerkov. Treviso, al termine della stagione regolare di A2, arrivando solamente dodicesima, davanti alla Virtus Rieti, a Vigevano, alla Pallacanestro Livorno e alla Scaligera Verona, rishcia il baratro della serie B. In Coppa Italia le cose vanno assai meglio, dato che arriva fino in semifinale, eliminata dalla Granarolo Bologna.
Il 30 agosto 1984 la Benetton, squadra ancora di serie A2, disputa un'amichevole di lusso contro la franchigia NBA dei Seattle SuperSonics. La squadra trevigiana viene sconfitta per 123 a 101, ma l'impianto mediatico è notevole, quindi le premesse per spiccare il volo sono notevoli. Infatti, in quell'annata, il 1984-85 la Benetton, con coach Massimo Mangano e dirigente Giuseppe De Stefano, allestisce una buona squadra. Al confermatissimo Dale Solomon si aggiunge il centro Marcel Starks, quest'ultimo, nonostante un inizio esplosivo, si infortuna alla decima giornata e viene sostituito dal nigeriano Abayomi Sangodey. Alla fine Treviso arriva al secondo posto in A2 e dunque ritorna nella massima serie, dopo tre anni di purgatorio.
Con il 1985-86 la squadra trevigiana fa il suo ritorno in serie A1. Benché al roster venga aggiunta qualche pedina importante, come Massimo Iacopini, Carlo Caglieris e Audie Norris, quest'ultimo, un centro dotato di grande fisicità, si "rompe" subito alla quarta giornata, venendo sostituito dall'ala grande Joe Kopicki, la squadra si trova in difficoltà e al termine del girone d'andata si trova con solo sei punti. Un primo grave problema si ha con l'infortunio di Audie Norris. Viene così esonerato Mangano, al quale subentra, alla guida tecnica, Lajos Tóth, ma la cura non ha effetto. Alla fine della regular season la Benetton vince solamente otto partite, arriva quindicesima e quindi scende nuovamente in A2.
Per la stagione 1986-87 viene chiamato alla guida tecnica il "barone" Riccardo Sales, con il compito di riportare la Benetton in massima serie. Sales, al confermato Norris, recuperato dall'infortunio dell'anno precedente, gli affianca il centro Kenneth Perry. Presidente della società, a partire dal 1986, diventa Luciano Bortoletto. La missione riesce, il team trevigiano, in serie A2, diventa la squadra ammazza-campionato e con 22 partite vinte e solo otto perse, arriva prima in regular season ed ottiene la promozione in A1. Ma la stagione non finisce con la promozione. Partecipa ai play-off, in virtù di essere la prima classificata di A2 incontra la Pallacanestro Livorno, cioè la quinta di A1, però viene eliminata in tre gare.
Con l'annata 1987-88 la Benetton, sempre allenata da Sales, deve muoversi sul mercato per rimpiazzare i due giocatori stranieri, dato che Norris firma un contratto sontuoso con il Fc Barcellona e Perry viene tagliato. Vengono presi Mike Davis e il veterano NBA Mark Olberding. Alla fine della regular season, la dodicesima piazza, ma la salvezza non è ancora raggiunta, perché deve essere conquistata attraverso i play-out. Nel minitorneo di sei squadre, delle quali solo le prime due restano in A1, viene inserita nel girone giallo, nel quale dovrà vedersela con una squadra di serie A/1, la Wuber Napoli, e con altre quattro di A2, Viola Reggio Calabria, Montecatini, Udine e Pescara. Nonostante il rischio incorso di retrocedere in seconda divisione tramite questo "limbo", il team trevigiano riesce a vincere ben sette incontri su dieci, guadagnandosi così la permanenza in serie A1.
Con il 1988-89 la Benetton si pone, oltre alla salvezza, traguardi più ambiziosi, ossia la conquista dei play-off. Vengono presi sul mercato gli statunitensi Kyle Macy e Dan Gay e l'italiano, Pietro Generali, centro con molti anni d'esperienza con la canotta delle V nere, che vanno ad aggiungersi al roster di italiani ormai collaudatissimo che comprende Massimo Iacopini, Paolo Vazzoler, Massimo Minto e Paolo Pressacco. I risultati non tardano, dato che in regular season la Benetton arriva al quarto posto, posizione di assoluto riguardo, mai conquistata in precedenza, e, benché venga già eliminata ai quarti di play-off dall'Olimpia Milano, alla quale si aprono grandi prospettive per il futuro.

### Anni Novanta

Toni Kukoč, uno dei primi grandi giocatori in maglia Benetton

Nella stagione 1989-90, la squadra trevigiana spera di bissare il buon risultato dell'anno precedente. Colonne portanti del roster restano Dan Gay, Kyle Macy, Massimo Iacopini e Massimo Minto. La stagione regolare va tra alti e bassi: a stagione ancora non terminata viene esonerato il coach Riccardo Sales, ma alla fine in classifica arriva l'undicesima piazza che significa mancato accesso ai play-off. Nei play-out la Benetton viene inserita nel girone verde, in cui le avversarie da battere sono la Reyer Venezia, Pallacanestro Pavia, Aresium Milano, Scaligera Verona e Napoli. Dopo un sofferto girone di play-out, la Benetton riesce a salvarsi proprio all'ultima giornata nella sfida salvezza contro l'arrembante Glaxo Verona, conservando così il posto in serie A1.
Per la stagione 1990-91 il croato Petar Skansi viene chiamato alla guida della Benetton Basket. Inoltre arriva Vinny Del Negro, guardia statunitense di origini italiane, con alle spalle due anni di esperienza in NBA. L'avvio d'annata è entusiasmante: Del Negro trascina la squadra in un girone d'andata formidabile, finito al primo posto. Dopo il giro di boa, però la Benetton va in calando e si classifica al quinto posto. Ai play-off, negli ottavi di finale trova la seconda classificata della serie A2, la Mens Sana Siena, che elimina in tre gare. Ai quarti Treviso incontra il forte Messaggero Roma, con il quale i trevigiani devono issare bandiera bianca dopo tre combattutissime partite. Benché i sogni scudetto si frantumino, la Benetton acquisisce comunque il diritto di partecipare alla Coppa Korać.
Nell'estate 1991 la società cambia status giuridico, da Associazione Pallacanestro Treviso diventa Pallacanestro Treviso srl, in quanto da associazione passa a società a responsabilità limitata. Luciano Bortoletto lascia la carica di presidente, al suo posto subentra il notaio Enrico Fumo.

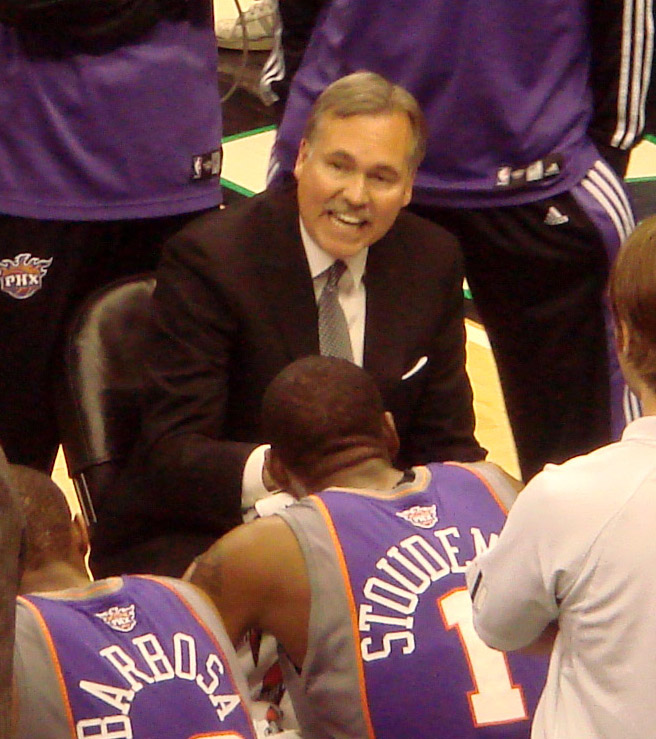
Mike D'Antoni

Nel 1991-92 la squadra viene notevolmente rinforzata con alcuni autentici colpi di mercato, che hanno anche richiamato l'attenzione oltreoceano, come gli ingaggi del croato Toni Kukoč, astro nascente dal basket europeo e futuro campione NBA, e del centro azzurro Stefano Rusconi. Altro acquisto di spessore è quello di Nino Pellacani. L'avvio di stagione si rivela incerto, poiché proprio i nuovi acquisti Kukoč e Rusconi si infortunano in maniera seria, tanto che restano lontani dal parquet per almeno un paio di mesi. Kukoč viene momentaneamente sostituito, in modalità "a gettone", dallo statunitense Randolph Keys. I primi traguardi sfumano: eliminazione dalla Coppa Korać dal modesto Peristeri e sconfitta in finale di Coppa Italia dalla Scavolini Pesaro. Ma la stagione termina in crescendo, con il secondo posto in regular season, che all'epoca fu il miglior piazzamento in assoluto nella storia del club. Nei quarti di finale dei playoff Treviso si sbarazza, in due sole gare, della Stefanel Trieste. In semifinale supera l'ambizioso Messaggero Roma, per 2-1 nella serie. In finale ritrova la Scavolini Pesaro, ma questa volta il team trevigiano rifila un 3-1 ai biancorossi marchigiani e può finalmente fregiarsi del primo scudetto della sua storia.
Il 1992-93 è l'anno della difesa dello scudetto. In estate la Benetton perde Vinny Del Negro che, allettato dalle offerte NBA, si accasa ai San Antonio Spurs. Del Negro viene però rimpiazzato egregiamente dall'ex Lakers Terry Teagle. Inoltre vengono presi gli italiani Maurizio Ragazzi e Riccardo Esposito. Si inizia con la vittoria della prima Coppa Italia. Nel campionato europeo per club viene inopinatamente sconfitta, nella finalissima di Atene, dal Limoges CSP. In campionato arriva un terzo posto in regular season. Ai playoff i biancoverdi battono, faticando, la Viola Reggio Calabria e l'Olimpia Milano, rispettivamente nei quarti e in semifinale. In finale scudetto c'è la Virtus Bologna, squadra che si aggiudica il titolo in tre gare.

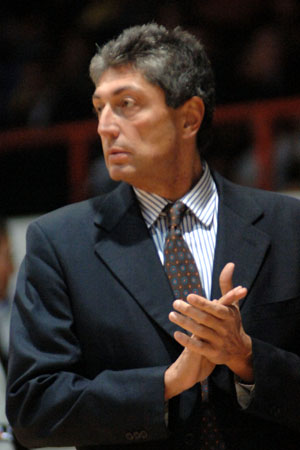
Fabrizio Frates

Nel 1993-94 ci furono forti mutamenti, oltre che nel parco giocatori, anche nell'assetto dirigenziale e tecnico. Presidente della Benetton Basket diventa Giorgio Buzzavo, ex cestista degli anni settanta, già presidente della Sisley Volley, nonché amministratore delegato di Verde Sport. Fa il suo ingresso, come procuratore generale, il forlivese Maurizio Gherardini. In panchina viene scelto Fabrizio Frates, che va a sostituire Petar Skansi. A rimpiazzare Toni Kukoč, partente per gli Stati Uniti, destinazione Chicago Bulls, la Benetton mette a segno un colpo di mercato con l'ingaggio di Riccardo Pittis dall'Olimpia Milano. Come giocatori stranieri, vengono scelti Pace Mannion e Winston Garland. La stagione si trascina tra alti e bassi e, nonostante la vittoria della seconda coppa Italia, la Benetton sembra non brillare. Il cambio del deludente e contestatissimo Pace Mannion con l'ex Pallacanestro Livorno Rafael Addison non porta giovamenti significativi, con il team biancoverde che, oltre ad essere eliminato precocemente dalla Coppa dei Campioni, arriva all'ottavo posto in regular season per essere poi eliminato ai quarti dalla Virtus Bologna.
Per l'annata 1994-95 alla guida tecnica viene chiamato l'"Arsenio Lupin" del basket italiano, ossia Mike D'Antoni a sostituire Fabrizio Frates. Nel roster vengono inseriti la guardia macedone Petar Naumoski e l'ala grande statunitense Ken Barlow. L'avvio di stagione non sembra entusiasmare, ma, a stagione avviata, il deludente Barlow viene sostituito con "Big O" Orlando Woolridge. Nella primavera del 1995 la Benetton Basket sembra volare: in regular season vince dieci partite consecutive tra la prima e la seconda fase detta "a orologio", conquista la terza Coppa Italia nonché il primo trofeo internazionale, l'Eurocup ad Istanbul. Nei playoff la Benetton arriva in finale ma viene sconfitta, per la seconda volta in due anni, per 3-0 dalla Virtus Bologna.
Nel 1995-96, dopo le partenze di Petar Naumoski, di Woolridge e quelle ancor più clamorose di Massimo Iacopini e Stefano Rusconi, si assiste ad un forte ringiovanimento del parco giocatori. In questa occasione si accasano a Treviso il play bolognese Davide Bonora, il centro serbo Željko Rebrača e la guardia statunitense Henry Williams. In questa stagione, con la squadra rinnovata, la Benetton manca di poco la finale scudetto e la partecipazione alle Final Four nell'Euroclub.
Con il 1996-97 il gruppo formatosi l'anno precedente, arricchito da Denis Marconato che prende il posto di Roberto Chiacig, da Glenn Sekunda (primo comunitario biancoverde) e Andrea Niccolai, oltre al rientro di Stefano Rusconi, dopo una parentesi nel campionato "pro" statunitense, arriva la conquista del secondo scudetto. Dopo una regular season terminata al primo posto, staccando di 10 punti la seconda, la vittoria arriva in una finale-scudetto giocata in cinque gare sul filo di nervi contro gli arrembanti bolognesi della Fortitudo.
Nell'estate del 1997 si deve dare l'addio a Mike D'Antoni, al quale viene offerto un posto di team manager dalla franchigia della NBA dei Denver Nuggets. Al posto del "baffo" la squadra viene affidata al coach serbo Željko Obradović. Con lui la Benetton Basket conquista, nel settembre 1997, la Supercoppa Italiana. Proprio in quel periodo partecipa anche al McDonald's Open a Parigi come vincitrice del campionato italiano, arrivando al quinto posto. In Coppa Italia la Benetton arriva in finale, uscendo sconfitta contro la Fortitudo Bologna. In regular season terza, dietro alle due squadre bolognesi, ma ai playoff viene inopinatamente eliminata già ai quarti di finale, in cinque gare, dalla Pallacanestro Reggiana. La stagione 1997-98 si conclude quindi con un bilancio negativo.
Con la stagione 1998-99 vengono riconfermati l'allenatore ed alcuni giocatori-chiave come Riccardo Pittis, Denis Marconato, Davide Bonora, Željko Rebrača, Henry Williams e Glenn Sekunda. A questi si aggiungono gli arrivi dell'ala forte argentina Marcelo Nicola, che nel prosieguo diventerà una bandiera per la squadra trevigiana, dello spagnolo Tomás Jofresa, dello statunitense-tedesco Casey Schmidt e dell'italo-statunitense William Di Spalatro. Questa stagione viene ricordata per il record di vittorie casalinghe, ben ventinove tra campionato italiano e Saporta Cup. Proprio la Saporta Cup dà le soddisfazioni maggiori ai ragazzi di Obradović: dopo il girone eliminatorio impeccabile, Treviso supera ai quarti il Partizan Belgrado; in semifinale deve incontrare il Budućnost Podgorica, ma a causa dello scoppio della guerra nei Balcani Treviso vince a tavolino e passa direttamente in finale, che si tiene a Saragozza, con gli spagnoli del Pamesa Valencia. Dopo una tesissima partita Treviso conquista il trofeo, l'unico della stagione. In Coppa Italia la Benetton viene sconfitta in semifinale dalla Virtus Bologna dopo due supplementari; in campionato, dopo il terzo posto in regular season, elimina agevolmente nei quarti di finale la Sony Milano, mentre in semifinale supera la Fortitudo Bologna solamente al termine di gara-5. In finale i biancoverdi trovano i Roosters Varese ma perdono 3-0 la serie, con i lombardi a festeggiare il loro decimo scudetto.

### Anni Duemila

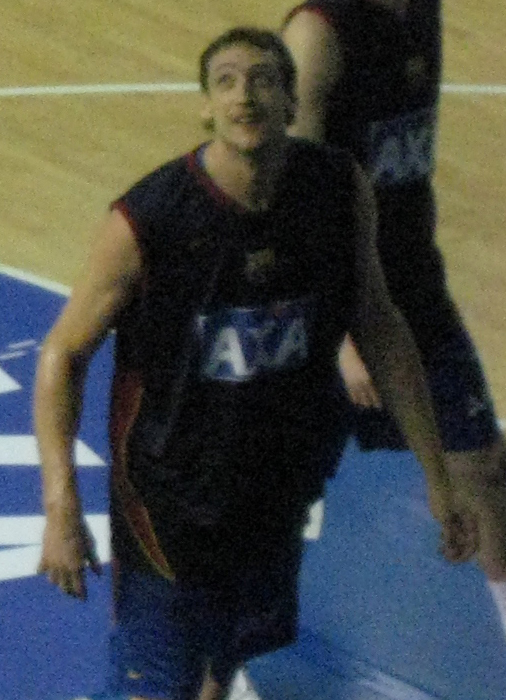
Denis Marconato

Nel 1999-00 la squadra subisce un forte rinnovamento. Alla guida della squadra arriva il bolognese Piero Bucchi al posto di Obradović.  Per quanto riguarda il parco giocatori, si accasano alla Benetton il folletto Tyus Edney, fresco vincitore dell'Eurolega, la guardia Jeff Sheppard, che sostituisce il partente Henry Williams, e l'ex-capitano del Real Madrid Ismael Santos. La scommessa dello staff dirigente è vinta dato che questo gruppo gioca un basket divertente, conquista la coppa Italia ai danni della Virtus Bologna; in regular season si piazza alla terza posizione. In Eurolega viene eliminata ai quarti di finale dalla Fortitudo Bologna. Ai playoff vengono eliminate Rimini, Trieste e Virtus Bologna. La finale scudetto viene disputata contro la Fortitudo Bologna: i trevigiani vincono la prima partita, ma la reazione dei bolognesi non si fa attendere, dato che vincono tre gare consecutive. Lo scudetto sfugge, ma l'annata si può dire soddisfacente.

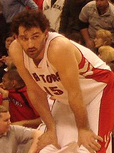
Jorge Garbajosa

Per la stagione 2000-01 la squadra viene ritoccata. Ritorna in maglia biancoverde la guardia macedone Petar Naumoski. Altri colpi messi a segno furono l'acquisto di Marcus Brown, di Jorge Garbajosa e, in extremis, del centro Alan Tomidy. La squadra è ambiziosa e si prepara all'assalto di campionato italiano, coppa Italia ed Eurolega. L'annata si rileva alla fine deludente per i biancoverdi, nonostante alcune punte spettacolari, come l'ottavo di finale contro il Barcellona, nel quale la squadra catalana è eliminata in due partite intensissime, poiché non arriva nessun trofeo. Non riesce a qualificarsi per le final eight di Coppa Italia, viene eliminata ai quarti di finale dal non irresistibile AEK Atene e anche dalla lotta per lo scudetto italiano, in semifinale, dalla Virtus Bologna.
L'estate del 2001 segna il clamoroso ritorno a Treviso di due ex: il folletto Tyus Edney, dopo un anno con gli Indiana Pacers, e, in panchina, Mike D'Antoni, l'head coach dello scudetto del 1997. Oltre a loro vengono presi la guardia tiratrice Sergej Čikalkin, l'ala slovena Bostjan Nachbar e la guardia-ala Mario Stojić. La stagione 2001-02 inizia bene, dato che già a settembre arriva la conquista della supercoppa italiana, sbaragliando la Kinder Bologna e la Scavolini Pesaro. Buono l'avvio anche in regular season, con la serie di 11 vittorie consecutive, la Benetton conclude il girone d'andata in testa alla classifica provvisoria. Anche in Eurolega la Benetton riesce ad arrivare prima nel girone eliminatorio, benché si trovi ad affrontare, in un "girone di ferro", squadre molto attrezzate, tra cui Maccabi Tel Aviv, Olympiacos Pireo, Efes Pilsen Istanbul e Club Baloncesto Málaga. In Coppa Italia, disputata a Forlì alla fine di febbraio 2002, viene però eliminata in semifinale dalla Mens Sana Siena. Così arriva l'innesto in squadra della guardia statunitense Charlie Bell, che risulta decisivo per la parte finale della stagione. Intanto il team trevigiano riesce a qualificarsi per le final four di Bologna, eliminando nelle Top16 la Scavolini Pesaro, la Skipper Bologna e il Barcellona, ma vengono sconfitti in semifinale dalla Kinder Bologna. Nel campionato italiano, la Benetton termina la stagione al secondo posto, dietro la Fortitudo Bologna. Iniziano così i play-off: ai quarti viene rifilato un secco 3-0 alla Coop Nordest Trieste. In semifinale, ritrova la Virtus Bologna, ma i "verdi della Marca" riescono a vendicarsi e in quattro gare, per 3 a 1, riescono ad aver la meglio. La finale scudetto si gioca contro l'altra bolognese, la Fortitudo, ma in questo caso Treviso ha vita facile: in tre gare supera nettamente le "Aquile", di cui ben due volte al PalaDozza; è il trionfo, terzo scudetto della storia per la Pallacanestro Treviso, rovinato solo dall'invasione della tifoseria fortitudina a poco più di un minuto al termine di gara-3.

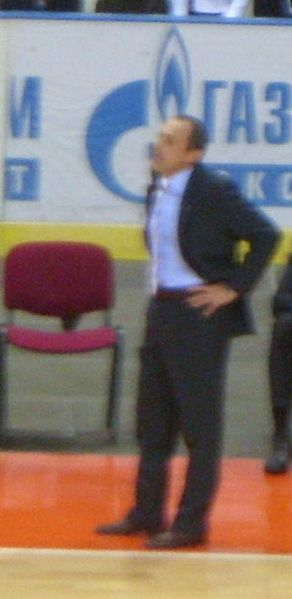
Ettore Messina

"Ricomincio da tre" è lo slogan della Benetton nella stagione 2002-03. Ettore Messina, nemico di tante battaglie, viene scelto come nuovo coach al posto di Mike D'Antoni, dopo il suo secondo addio. Per quanto riguarda la squadra, arriva a Treviso Trajan Langdon, forte guardia tiratrice. Con Messina in panchina, è l'annata magica per la Benetton, poiché domina incontrastata in Italia. Viene conquistata la Supercoppa Italiana, a settembre, battendo al palasport di Genova la Virtus Bologna. A febbraio arriva la vittoria in Coppa Italia, eliminando, nell'ordine, Viola Reggio Calabria (quarti), Pompea Napoli (semifinali) e Pallacanestro Cantù (finale). Dopo una regular season dominata, la Benetton parte in pole position per i playoff. Ai quarti di finale incontra la Viola Reggio Calabria: dopo un sorprendente 2-0 a favore dei reggini, Treviso riesce a rimediare e, portandosi sul 3-2, supera l'ostacolo e passa in semifinale dove trova la Montepaschi Siena. La Benetton batte la squadra senese per 3-1 e passa in finale-scudetto, dove trova per la seconda volta consecutiva la Fortitudo Bologna. Nelle prime tre gare di finale, tiene il fattore campo, ma in gara-4 la Benetton viola il PalaDozza. Per la squadra trevigiana è il trionfo: in Italia conquista il grande slam. Per quanto concerne l'Eurolega, iniziano bene i gironi eliminatori e la squadra trevigiana vince anche il girone della Top16, che dà accesso alle Final Four, in programma a Barcellona. In semifinale batte, nell'Euroderby, la Mens Sana Siena, così la squadra trevigiana può giocarsi la finale europea contro il Barcellona, padrone di casa, che conquista il trofeo anche grazie alla maggior caratura del suo roster.
Nella stagione 2003-04 la squadra trevigiana, con il roster ben rodato, tranne qualche ritocco dato che Maurice Evans fa posto al partente Trajan Langdon, ai nastri di partenza ha ancora fame di vittorie. A febbraio conquista la Coppa Italia, battendo in finale la Scavolini Pesaro. Nonostante alcuni innesti al gruppo, il statunitense Jermaine Jackson e il tedesco-nigeriano Ademola Okulaja, per la Benetton non si conclude bene la stagione, poiché viene eliminata in Eurolega ai quarti di finale e nei playoff-scudetto esce alle semifinali per mano della Fortitudo Bologna.

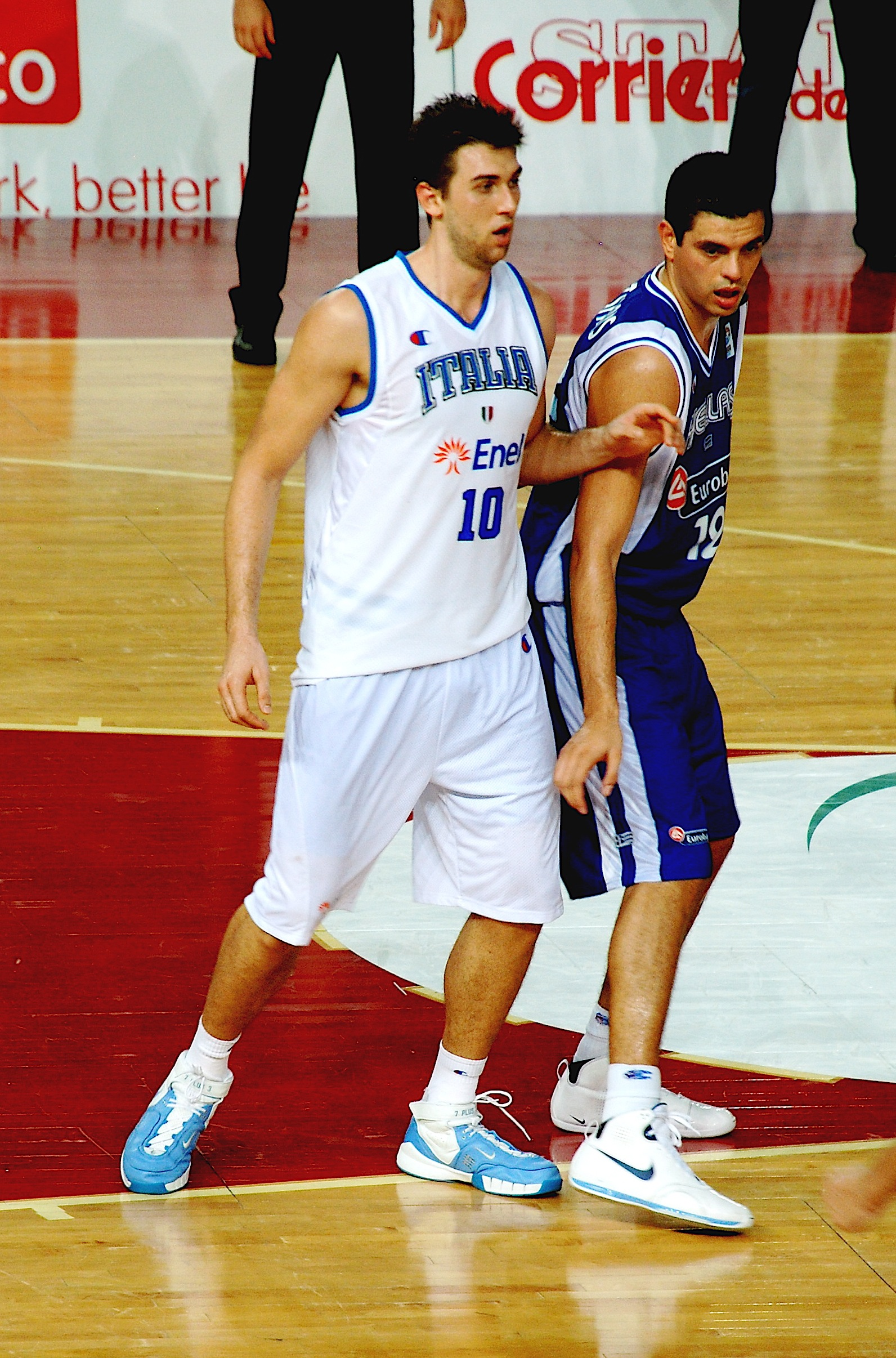
Andrea Bargnani

La stagione 2004-05 per la Benetton sembra l'inizio di un nuovo ciclo, poiché la squadra viene parzialmente rinnovata. Dopo l'uscita di scena di importanti pedine, ormai entrate nei cuori dei tifosi, quali in primis Pittis e Nicola, viene dato spazio a Bulleri, Marconato e a Matteo Soragna, quest'ultimo rilevato dalla Pallacanestro Biella, freschi di medaglia d'argento nel torneo olimpico. Oltre a questi si affiancano una serie di giovani talenti, tra cui Andrea Bargnani, Uroš Slokar e Paccelis Morlende. Per quanto riguarda gli stranieri d'esperienza, vengono accasati Marlon Garnett, Marcus Goree e Ramūnas Šiškauskas. Ad ottobre la squadra trevigiana si esalta in Canada in un'amichevole con i Toronto Raptors persa per solo tre punti di scarto (86-83). In Italia la stagione sembra andare a gonfie vele: a febbraio, conquista della Coppa Italia, settima coccarda tricolore, e a maggio, primo posto in regular season, a sei punti di vantaggio dalla Fortitudo Bologna. In Eurolega vengono eliminati ai quarti di finale dal Tau Vitoria. I playoff iniziano bene per la squadra trevigiana, perché, nei quarti di finale, rifilano un secco 3-0 a Napoli. In semifinale vengono eliminati dall'Olimpia Milano dopo cinque tiratissime partite (3-2 a favore della squadra meneghina che viola in gara-5 il PalaVerde). Il sogno scudetto svanisce.

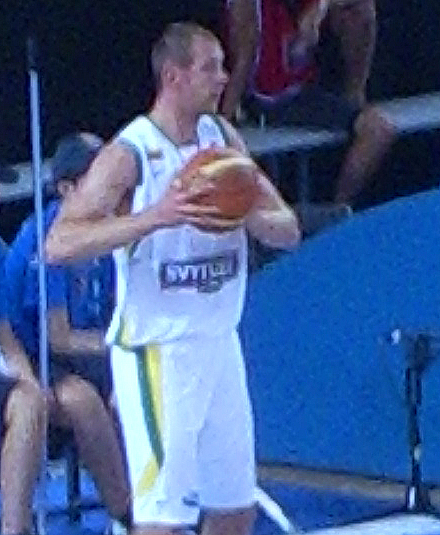
Ramūnas Šiškauskas

Finita la stagione, il coach Ettore Messina firma per il CSKA Mosca: viene rimpiazzato, per l'annata 2005-06, da David Blatt, poi allenatore di Maccabi Tel Aviv e dei Cleveland Cavaliers. Salutano anche Denis Marconato e Massimo Bulleri, chiamati rispettivamente dal Barcellona e dall'Olimpia Milano. Le partenze vengono compensate dagli arrivi di Nikos Zīsīs, di Drew Nicholas e di Marco Mordente. Inoltre rientrano dal prestito Uroš Slokar e Guilherme Giovannoni. Con coach Blatt i trevigiani in Coppa Italia vengono eliminati in semifinale da Napoli, che poi vincerà la coccarda tricolore, in Eurolega arrivano fino alle Top 16 e in campionato arrivano al terzo posto. Nei playoff scudetto i biancoverdi, ai quarti di finale, battono in cinque tiratissime gare l'Olimpia Milano, nelle semifinali eliminano la Virtus Roma ed infine, in finale, la Fortitudo Bologna, prevalendo per 3 a 1. Così la Benetton centra il suo quinto titolo. Il simbolo del trionfo di questo gruppo è Andrea Bargnani, che dopo solo nove giorni viene scelto come numero 1 al Draft NBA del 2006. Con il giocatore romano se ne va anche il general manager Maurizio Gherardini, che andrà ad assumere la vicepresidenza dei Toronto Raptors.
Nell'estate 2006 inizia la ricostituzione della squadra, ma anche dello staff tecnico. Al posto di Gherardini subentra Andrea Fadini. Per quanto riguarda il parco giocatori, vengono ingaggiati il lungo romano Angelo Gigli, promessa del basket azzurro, gli statunitensi Terrell Lyday, Richie Frahm, guardia tiratrice con buona esperienza nella NBA, Spencer Nelson e Joey Beard, quest'ultimo di rientro dal prestito.
La stagione 2006-07 inizia bene, dato che, in settembre, arriva la conquista della Supercoppa Italiana a danni dell'Eldo Napoli. Subito dopo iniziano i problemi: infortunio alla guardia statunitense Richie Frahm, che non rientrerà più in campo. Arrivano così i rinforzi: dapprima viene rilevato Bryant Smith, utilizzato quasi esclusivamente in Eurolega, poi Preston Shumpert dalla Fortitudo Bologna, nel periodo natalizio. Nel gennaio 2007 viene ingaggiato Erazem Lorbek in uscita dall'Club Baloncesto Málaga. Con la squadra rimaneggiata, arriva la conquista dell'ottava coppa Italia, disputata ai primi di febbraio a Casalecchio di Reno, battendo a domicilio proprio la VidiVici Bologna. Subito dopo la conquista del titolo arriva la bufera del cosiddetto "caso Lorbek": essendo lo sloveno il 19º tesserato (il limite per stagione è fissato a 18) la società viene prima penalizzata di 18 punti, poi ridotti a 12 dal Collegio Arbitrale del Coni. Per questo fatto, dopo che le forze di polizia hanno intercettato alcune telefonate, il presidente Giorgio Buzzavo, il general manager Andrea Fadini e il direttore sportivo Andrea Cirelli, questi ultimi due non più nei ranghi societari, sono rinviati a giudizio dalla giustizia ordinaria per frode sportiva e falso ideologico. Nonostante la penalizzazione, la Benetton termina all'undicesimo posto.
Per la stagione 2007-08 viene rinnovata profondamente la squadra e al posto di David Blatt, in panchina, subentra Alessandro Ramagli. L'inizio di stagione si rivela però negativo e il 7 novembre avviene la rescissione consensuale del contratto.
La squadra viene temporaneamente affidata all'assistant-coach veneziano Frank Vitucci, fino all'ingaggio dell'ex-allenatore dell'Efes Pilsen S.K., il turco Oktay Mahmuti. Nonostante ciò la Benetton finisce undicesima in regular season e quindi esclusa dai playoff scudetto. In Uleb Cup invece viene eliminata ai sedicesimi di finale. In sostanza un'annata da dimenticare.
Nell'estate 2008, viene compiuta l'ennesima rivoluzione, poiché a rimanere sono solo Matteo Soragna, Andrea Renzi e il coach Oktay Mahmuti. In seguito al ridimsionamento del budget, il general manager Enzo Lefebre cerca di costruite una squadra esperta: arriva da Cantù il folletto Dashaun Wood, mentre come guardie viene scelto Gary Neal, ex bomber del Barcellona (anche se le cose migliori le aveva fatte vedere in Turchia). Sul reparto esterni arriva C.J. Wallace, da Capo D'Orlando dove aveva una media di 15 punti e 10 rimbalzi.
Altri arrivi: Sandro Nicević, Radoslav Rančík e Domen Lorbek (fratello dell'ex giocatore di Roma, ora in forza al CSKA di Mosca), segno che il coach ha puntato molto sul mercato baltico. Poco prima dell'inizio del campionato, piove sul bagnato per la Benetton, visto che Dashaun Wood, infortunato in una gara di precampionato, deve operarsi al ginocchio; con una prognosi di tre mesi, la società si cautela ingaggiando il play Bobby Dixon. Il nuovo play-maker Dixon è successivamente tagliato per permettere alla società di far tornare con la casacca biancoverde Massimo Bulleri, il quale trascina la squadra alla final 8 di coppa Uleb a Torino, dove la Benetton è costretta ad arrendersi ai quarti ai lituani del Lietuvos Rytas, che andranno poi a vincere la coppa. La stagione comunque si chiude bene, con la Benetton che si piazza al quarto posto, e con l'approdo in semifinale playoff (dopo una serie combattuta ai quarti di finale contro la Virtus Bologna, terminata sul 3-2 per i trevigiani), rientrando "nell'Europa che conta" ovvero l'Eurocup. In semifinale la Benetton viene fermata dalla Mens Sana Siena.
Nel giugno del 2009 c'è un'altra rivoluzione con la rescissione consensuale del contratto del tecnico Mahmuti (al suo posto Vitucci, head coach dopo sei anni da secondo) e l'ingaggio del giovane nazionale italiano Daniel Hackett. Inoltre, arriva anche la giovane promessa Donatas Motiejūnas. Nonostante le buone premesse la prima parte della stagione 2009-2010 non è positiva per la Benetton, tanto che si arriva all'esonero di Vitucci; il suo posto viene preso dal croato Jasmin Repeša. Alla fine della stagione la Benetton riesce a piazzarsi all'ottavo posto, ultimo valido per partecipare ai play-off scudetto, ma viene eliminata subito da Siena.
Nell'aprile del 2011 disputa in casa, al PalaVerde di Treviso, la Final Four dell'Eurocup 2011. Dopo aver perso la semifinale contro il Cajasol Sevilla, perde anche la finale per il 3º posto contro la Cedevita Zagabria.
Il 2 luglio 2011 Aleksandar Đorđević viene nominato allenatore. Entrano a far parte della squadra Sani Bečirovič, Brian Scalabrine, Jeff Adrien, E'Twaun Moore e i promettenti Gal Mekel e Vlad Moldoveanu. Tra arrivi e partenze (tra cui lo scambio di Alessandro Gentile con Jeff Viggiano e le partenze di Scalabrine, Adrien e Moore dopo appena poche settimane) la Benetton si classifica dodicesima al termine della stagione regolare senza raggiungere i play-off; è anche eliminata al secondo turno in Eurocup.

### Il ritiro della famiglia Benetton, l'attività a livello giovanile e la Serie C Silver
Nel febbraio 2011 il patron Gilberto Benetton annuncia che dal luglio 2012 il gruppo Benetton abbandonerà il basket professionistico per dedicarsi solamente al settore giovanile e alla Benetton Rugby Treviso.
L'eredità della prima squadra professionistica viene idealmente raccolta da Universo Treviso Basket che milita in Serie A senza però attribuirgli i titoli vinti poiché la società trevigiana è in attività e non ha cessato di esistere. Nell'estate 2015, con una squadra composta da atleti giovani, il club torna nei campionati cestistici senior iscrivendosi al campionati di Serie C Silver Veneto.

## I loghi

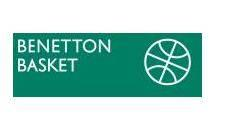
Il logo sino al 2006
Il logo del venticinquesimo anniversario
Il logo attuale

## Palmarès

La vittoria della prima Supercoppa italiana nel 1997

### Competizioni Nazionali
- Campionato italiano: 5

1991-92, 1996-97, 2001-02, 2002-03, 2005-06
- Coppa Italia: 8 (record condiviso con Virtus Bologna e Olimpia Milano)

1993, 1994, 1995, 2000, 2003, 2004, 2005, 2007
- Supercoppa italiana: 4

1997, 2001, 2002, 2006

### Competizioni Europee
- Coppa d'Europa - Coppa Saporta: 2

1994-95, 1998-99
- Partecipazioni alle Final Four di Eurolega: 4 (1993, 1998, 2002, 2003)
- Partecipazione alla Final Four di Eurocup: 1 (2011)

### Competizioni Internazionali
- Partecipazioni al McDonald's Open: 1 1997

### Competizioni Giovanili
- 5 scudetti categoria juniores (1987, 1994, 2007, 2009, 2011).
- 2 scudetti categoria cadetti (1986, 1992).
- 1 scudetto categoria under 15 (1991).
- 1 scudetto Join the game under 14 (2006).
- 1 scudetto Join the game under 13 (2009).

## Finali disputate
- Campionato Italiano

1993 contro Virtus Pallacanestro Bologna
1995 contro Virtus Pallacanestro Bologna
1999 contro Pallacanestro Varese
2000 contro Fortitudo Pallacanestro Bologna
- Coppa Italia

1992 contro Victoria Libertas Pesaro
1998 contro Fortitudo Pallacanestro Bologna
- Supercoppa Italiana

1995 contro Virtus Pallacanestro Bologna
2003 contro Pallacanestro Cantù
2004 contro Mens Sana Basket Siena
2005 contro Fortitudo Pallacanestro Bologna
2007 contro Mens Sana Basket Siena
- Eurolega (Coppa dei Campioni)

1993 contro Cercle Saint-Pierre de Limoges
2003 contro FC Barcelona

## I capitani
- 1979-83 - Adriano Zin  Italia

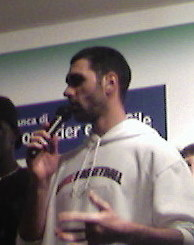
Matteo Soragna capitano di Treviso per cinque anni.

- 1983-86 - Vittorio Ferracini  Italia
- 1986-90 - Paolo Vazzoler  Italia
- 1990-95 - Massimo Iacopini  Italia
- 1995-98 - Andrea Gracis  Italia
- 1998-04 - Riccardo Pittis  Italia
- 2004-05 - Denis Marconato  Italia
- 2005-09 - Matteo Soragna  Italia
- 2009-10 - Sandro Nicević  Croazia  Italia
- 2010-12 - Massimo Bulleri  Italia

## Gli allenatori

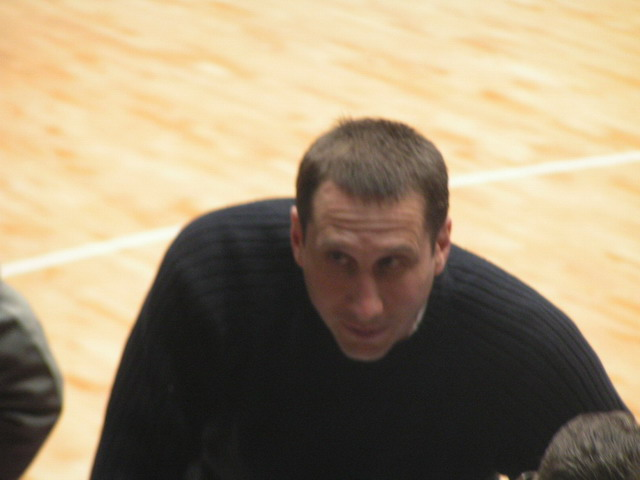
David Blatt

- 1978-1981 - Mario De Sisti  Italia
- 1981-1982 - Piero Pasini  Italia
- 1982-1983 - Gianfranco Lombardi  Italia
- 1983-1984 - Mauro Di Vincenzo  Italia
- 1984-1985 - Massimo Mangano  Italia
- 1985-1986 - Lajos Tóth  Ungheria
- 1986-1990 - Riccardo Sales  Italia
- mar-mag 1990 - Emanuele Molin  Italia
- 1990-1993 - Petar Skansi  Croazia
- 1993-1994 - Fabrizio Frates  Italia
- 1994-1997 - Mike D'Antoni  Stati Uniti
- 1997-1999 - Željko Obradović  Serbia
- 1999-2001 - Piero Bucchi  Italia
- 2001-2002 - Mike D'Antoni  Stati Uniti,  Italia
- 2002-2005 - Ettore Messina  Italia
- 2005-2007 - David Blatt  Israele,  Stati Uniti
- set-nov 2007  - Alessandro Ramagli  Italia
- nov 2007-giu 2009 - Oktay Mahmuti  Turchia
- 2009-2010 - Francesco Vitucci  Italia
- 2010-2011 - Jasmin Repeša  Croazia
- 2011-2012 - Aleksandar Đorđević  Serbia

## Marcatori totali
- Massimo Iacopini con 6030 punti
- Riccardo Pittis con 4067 punti
- Henry Williams con 3067 punti
- Dale Solomon con 2749 punti
- Denis Marconato con 2652 punti

## Presenze totali
| Giocatore        | Presenze |
| Riccardo Pittis  | 439      |
| Denis Marconato  | 404      |
| Massimo Iacopini | 349      |
| Paolo Vazzoler   | 298      |
| Alberto Vianini  | 290      |

## Maggiori scarti

### In casa
- 23/10/2003

Benetton Treviso-Pallacanestro Trieste 104-46 con uno scarto di 58 punti.
- 21/05/2002

Benetton Treviso-Coop Trieste 116-68 con uno scarto di 48 punti.
- 18/03/1999

Benetton Treviso-Roosters Varese 97-50 con uno scarto di 47 punti.
- 10/10/2004

Benetton Treviso-Sedima Roseto 104-57 con uno scarto di 47 punti.
- 02/01/2003

Benetton Treviso-Coop Trieste 116-70 con uno scarto di 46 punti.
- 23/09/2001

Benetton Treviso-Euro Roseto 119-74 con uno scarto di 45 punti.
- 03/11/2002

Benetton Treviso-Fabriano 96-52 con uno scarto di 44 punti.
- 10/11/1996

Benetton Treviso-Montana Forlì 113-71 con uno scarto di 42 punti.
- 27/02/2005

Benetton Treviso-Air Avellino 99-57 con uno scarto di 42 punti.
- 15/10/1989

Benetton Treviso-Irge Desio 113-73 con uno scarto di 40 punti.

### In trasferta
- 04/02/1990

Irge Desio-Benetton Treviso 75-118 con uno scarto di 43 punti.
- 11/05/1988

Facar Pescara-Benetton Treviso 60-93 con uno scarto di 33 punti.
- 20/10/1996

Genertel Trieste-Benetton Treviso 71-101 con uno scarto di 30 punti.
- 26//02/1995

Illycaffé Trieste-Benetton Treviso 76-105 con una scarto di 29 punti.
- 30/01/2005

Sedima Roseto-Benetton Treviso 79-105 con uno scarto di 26 punti.

### In Europa
- 01/11/1994

Benetton Treviso-Aek Larnaca 110-49 con uno scarto di 61 punti.
- 07/02/1995

Benetton-Hapoel Tel Aviv 128-82 con uno scarto di 46 punti.
- 17/12/2003

Benetton Treviso-Slask Wrocklaw 98-56 con uno scarto di 42 punti.

## Sequenze più lunghe
Si registrò una scia di 14 vittorie consecutive tra il 12 febbraio e il 25 aprile 1995 e una di 10 sconfitte tra l'8 dicembre 1986 e il 16 febbraio 1987.

## Risultati nel campionato italiano
| Stagione | Serie  | Posizione | Punti | Play-off / Play-out              | Coppa Italia             | Altre Coppe                              |
| 1962-63  | Elette | 14        | 6     |                                  |                          |                                          |
| 1979-80  | A2     | 6         | 30    |                                  |                          |                                          |
| 1980-81  | A2     | 3         | 42    | Elimin. ottavi di finale         |                          |                                          |
| 1981-82  | A1     | 13        | 18    | -                                | -                        |                                          |
| 1982-83  | A2     | 10        | 28    | -                                |                          |                                          |
| 1983-84  | A2     | 12        | 28    | -                                | Elimin. in semifinale    |                                          |
| 1984-85  | A2     | 2         | 40    | Elimin. ottavi di finale         | Elimin. ai gironi        |                                          |
| 1985-86  | A1     | 15        | 16    |                                  | Elimin. quarti di finale |                                          |
| 1986-87  | A2     | 1         | 44    | Elimin. ottavi di finale         |                          |                                          |
| 1987-88  | A1     | 15        | 16    | Playout                          | Elimin. ottavi di finale |                                          |
| 1988-89  | A1     | 4         | 36    | Elimin. quarti di finale playoff | Elimin. ai sedicesimi    |                                          |
| 1989-90  | A1     | 11        | 30    | Playout                          | Elimin. ai gironi        |                                          |
| 1990-91  | A1     | 5         | 34    | Elimin. quarti di finale playoff |                          |                                          |
| 1991-92  | A1     | 2         | 44    | Campione d'Italia                | Finalista                |                                          |
| 1992-93  | A1     | 3         | 38    | Finalista playoff                | Vincitrice               |                                          |
| 1993-94  | A1     | 8         | 30    | Elimin. quarti di finale playoff | Vincitrice               |                                          |
| 1994-95  | A1     | 3         | 44    | Finalista playoff                | Vincitrice               |                                          |
| 1995-96  | A1     | 3         | 42    | Semifinalista playoff            |                          | Finalista Supercoppa Italiana            |
| 1996-97  | A1     | 1         | 44    | Campione d'Italia                |                          |                                          |
| 1997-98  | A1     | 3         | 34    | Elimin. quarti di finale playoff | Finalista                | Supercoppa Italiana                      |
| 1998-99  | A1     | 4         | 38    | Finalista playoff                | Elimin. in semifinale    |                                          |
| 1999-00  | A1     | 3         | 42    | Finalista playoff                | Vincitrice               |                                          |
| 2000-01  | A1     | 5         | 48    | Semifinalista playoff            | -                        | Elim. in semifin. di Supercoppa Italiana |
| 2001-02  | A      | 2         | 56    | Campione d'Italia                | Elimin. in semifinale    | Supercoppa Italiana                      |
| 2002-03  | A      | 1         | 60    | Campione d'Italia                | Vincitrice               | Supercoppa Italiana                      |
| 2003-04  | A      | 1         | 50    | Semifinalista playoff            | Vincitrice               | Finalista Supercoppa Italiana            |
| 2004-05  | A      | 1         | 56    | Semifinalista playoff            | Vincitrice               | Finalista Supercoppa Italiana            |
| 2005-06  | A      | 2         | 52    | Campione d'Italia                | Elimin. in semifinale    | Finalista Supercoppa Italiana            |
| 2006-07  | A      | 11        | 30    | non qualificata                  | Vincitrice               | Supercoppa Italiana                      |
| 2007-08  | A      | 10        | 32    | non qualificata                  | non qualificata          | Finalista Supercoppa Italiana            |
| 2008-09  | A      | 4         | 36    | Semifinalista playoff            | Elimin. in Semifinale    | -                                        |
| 2009-10  | A      | 8         | 26    | Elimin. quarti di finale playoff | non qualificata          | -                                        |
| 2010-11  | A      | 5         | 34    | Semifinalista playoff            | non qualificata          | -                                        |
| 2011-12  | A      | 11        | 26    | non qualificata                  | non qualificata          | -                                        |

## Risultati in Europa
| Stagione  | Competizione       | Risultato                        |
| --------- | ------------------ | -------------------------------- |
| 1989-1990 | Coppa Korać        | Eliminata ai sedicesimi          |
| 1991-1992 | Coppa Korać        | Eliminata nel girone             |
| 1992-1993 | Coppa dei Campioni | Finalista                        |
| 1993-1994 | Coppa dei Campioni | Eliminata nel girone             |
| 1994-1995 | Eurocup            | Vincitrice                       |
| 1995-1996 | Coppa dei Campioni | Eliminata nei barrage            |
| 1996-1997 | Coppa Korać        | Semifinalista                    |
| 1997-1998 | Coppa dei Campioni | Semifinalista                    |
| 1998-1999 | Coppa Saporta      | Vincitrice                       |
| 1999-2000 | Eurolega           | Eliminata negli ottavi di finale |
| 2000-2001 | Eurolega           | Eliminata nei quarti di finale   |
| 2001-2002 | Eurolega           | Semifinalista                    |
| 2002-2003 | Eurolega           | Finalista                        |
| 2003-2004 | Eurolega           | Eliminata nelle Top 16           |
| 2004-2005 | Eurolega           | Eliminata nei quarti di finale   |
| 2005-2006 | Eurolega           | Eliminata nelle Top 16           |
| 2006-2007 | Eurolega           | Eliminata nelle Top 16           |
| 2007-2008 | ULEB Cup           | Eliminata ai sedicesimi          |
| 2008-2009 | ULEB Eurocup       | Eliminata alle Final Eight       |
| 2009-2010 | Eurolega           | Eliminata 2º turno preliminare   |
| 2009-2010 | Eurocup            | Eliminata nelle Last 16          |
| 2010-2011 | Eurocup            | 4º posto                         |
| 2011-2012 | Eurocup            | Eliminata nelle Last 16          |

## Tifosi
Mediamente la Benetton Basket, quando giocava in casa al PalaVerde negli anni della Serie A, aveva un pubblico di circa 2000-3000 spettatori, con punte di 5500 negli incontri più importanti e spettacolari.
Poteva contare su un gruppo di sostenitori ultrà, i Rebels 1998, nati dalle ceneri della vecchia Gioventù biancoverde. Altri gruppi sono stati i Roligans e il Nuovo basket club.
Inoltre, dagli inizi degli anni Duemila, era stata formata una scuola di tifo, dedicata ai ragazzini al di sotto dei 14 anni, denominati i Draghi.